# 21D busz (Kecskemét)
A kecskeméti 21D jelzésű autóbusz a Vasútállomás és a kecskeméti Mercedes-gyár között közlekedik. A viszonylatot a Kecskeméti Közlekedési Központ megrendelésére az Inter Tan-Ker Zrt. üzemelteti.

## Útvonala
| Daimler I. kapu felé | Vasútállomás felé |
| --- | --- |
| Vasútállomás vá. – Kodály Zoltán tér – Kuruc körút – Nap utca – Kiskunfélegyházai út – Mercedes út – Daimler I. kapu vá. | Daimler I. kapu vá. – Mercedes út – Kiskunfélegyházai út – Nap utca – Kuruc körút – Kodály Zoltán tér – Vasútállomás vá. |

## Megállóhelyei
| 0  | Vasútállomás végállomás    | 10 | 1, 2D, 2S, 7, 7C, 12D, 15, 19, 21, 22, 25, 32 Helyközi buszok Távolsági járatok S210 S220 sebesvonat, gyorsvonat, InterRégió, IC, expresszvonat Bethlen körút: 18, 20H, 22, 23, 23A |
| 1  | Víztorony                  | 8  | 4, 4A, 4C, 12, 21, 25 Helyközi buszok |
| 2  | Adóhivatal                 | 7  | 21 |
| 6  | Szélmalom Csárda           | 4  | 7, 12D, 13D, 13K, 14D Helyközi buszok |
| 10 | Daimler I. kapu végállomás | 0  | 1D, 2D, 12D, 14D, 15D Helyközi buszok |